# Український науковий клуб
Український науковий клуб (УНК) — українська неприбуткова громадська організація, що об'єднує українських вчених на основі вимог щодо компетенцій та відповідальності моральним стандартам. Організація проводить незалежні аналітичні дослідження та моніторинг освіти, розвитку науки і технології в Україні та у всьому світі. УНК також інформує широку громадскість про останні новини, події, відкриття та інновації в галузі освіти, науки і технології. УНК є організацією експертів.
Організація є учасницею коаліції Реанімаційний пакет реформ. 

## Історія
Заснована 2007 в Києві. Активно функціонує з березня 2008 року. У тому ж році УНК провів міжнародну конференцію «Україна в Антарктиці — національні пріоритети й глобальна інтеграція»

## Діяльність
УНК декларує, що займається незалежним аудитом науки, розробкою концепції реорганізації наукової та освітньої сфери, лобіюванням науки на законодавчому рівні.
УНК сприяє популяризації науки через власний сайт. В огляді від сайту Tech Today Hub, що підтримується компанією Vodafone Україна, сайт УНК був названий незручним, проте вартим уваги.У 2017 році сайт було оновлено. У 2012 році УНК був серед організаторів Всесвітнього тижня мозку в Україні.

## Члени
Дійсним членом УНК може стати лише науковець, що має 100 цитувань у базі даних Scopus. Серед членів УНК були Марина Родніна, Нана Войтенко, Володимир Лущак, Сергій Коляда, Роман Волков, Богдан Гаврилишин та інші.